# Walter Arno
Walter Arno (* 1. November 1930 in Stettin; † 3. April 2005 in Seeth-Ekholt) war ein deutscher Maler, Bildhauer und Grafiker.

## Leben

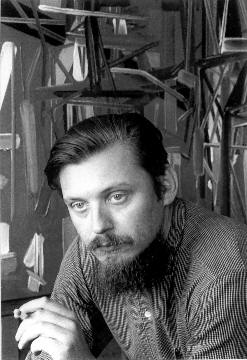
Walter Arno im Atelier, 1957

Walter Arno wurde am 1. November 1930 als Arno Walter Beckmann in Stettin an der Mündung der Oder geboren. 1947 begann er ein Studium der Malerei in Ostberlin (Berlin-Weißensee). 1948 wechselte er nach West-Berlin an die Hochschule für Bildende Künste. Ab 1950 war der Meisterschüler von Georg Tappert und ab 1953 von Carl Hofer. Sein Lehrer Tappert empfahl ihm, den Namen Beckmann wegen der Nähe zu Max Beckmann als Künstler abzulegen, deshalb signierte er fortan mit Arnó. Nach dem Ende des Studiums 1953 wandte er sich zunehmend der Skulptur zu. Zunächst arbeitete er in Holz, dann Stahl und später in Chrom-Nickel-Stahl. 1958 erhielt er einen Lehrauftrag an der Staatlichen Hochschule für Bildende Künste in Hamburg und verließ Berlin. 1962 legte er den Lehrauftrag an der Hochschule in Hamburg nieder und richtete sich in Seeth-Ekholt bei Elmshorn eine Werkstatt ein.

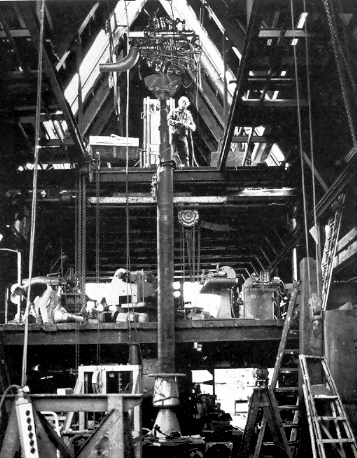
Werkstatt, Seeth-Ekholt

1965 begann seine Zusammenarbeit mit der Künstlerin Gerda Stelzer, die ein Leben lang anhalten sollte. Ab 1969 verbrachte er drei Jahre in den USA. Von 1969 bis 1970 hatte er eine Gastprofessur für Skulptur an der University of Iowa inne. 1971 folgte eine Gastprofessur für Bildhauerei an der University of Phoenix, Arizona. Nach seiner Rückkehr begann er 1972 mit dem Bau einer Bildhauerwerkstatt in Seeth-Ekholt, in der er auch Großskulpturen fertigen konnte, und arbeitete seitdem als Bildhauer. Neben den freien Arbeiten, die er regelmäßig in Ausstellungen präsentierte, war er u. a. für seine Ausführungen im öffentlichen und im sakralen Raum bekannt – vor allem in Schleswig-Holstein, Hamburg und Niedersachsen. Er starb am 3. April 2005 in Seeth-Ekholt.

## Künstlerische Entwicklung

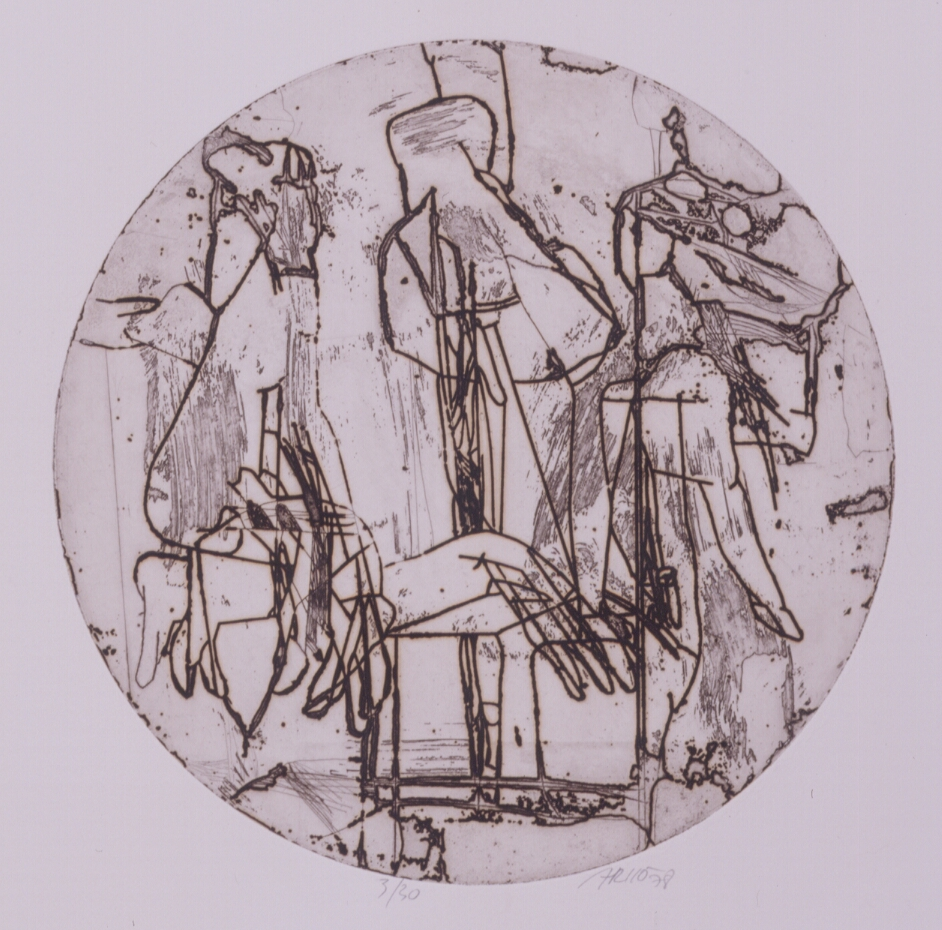
Drei Grazien, Grafik, 32 × 32 cm, 1978

Walter Arno begann seinen künstlerischen Weg mit der Malerei und wandte sich ab 1962 zunehmend der Skulptur zu. Schwerpunkt seiner Arbeiten wurden mehr und mehr graphisch-strukturierte, organisch anmutende Plastiken und Reliefs. Außerdem arbeitete er Aquarelle in kalligraphischer Tektonik, kolorierte Radierungen und Farbdrucke.

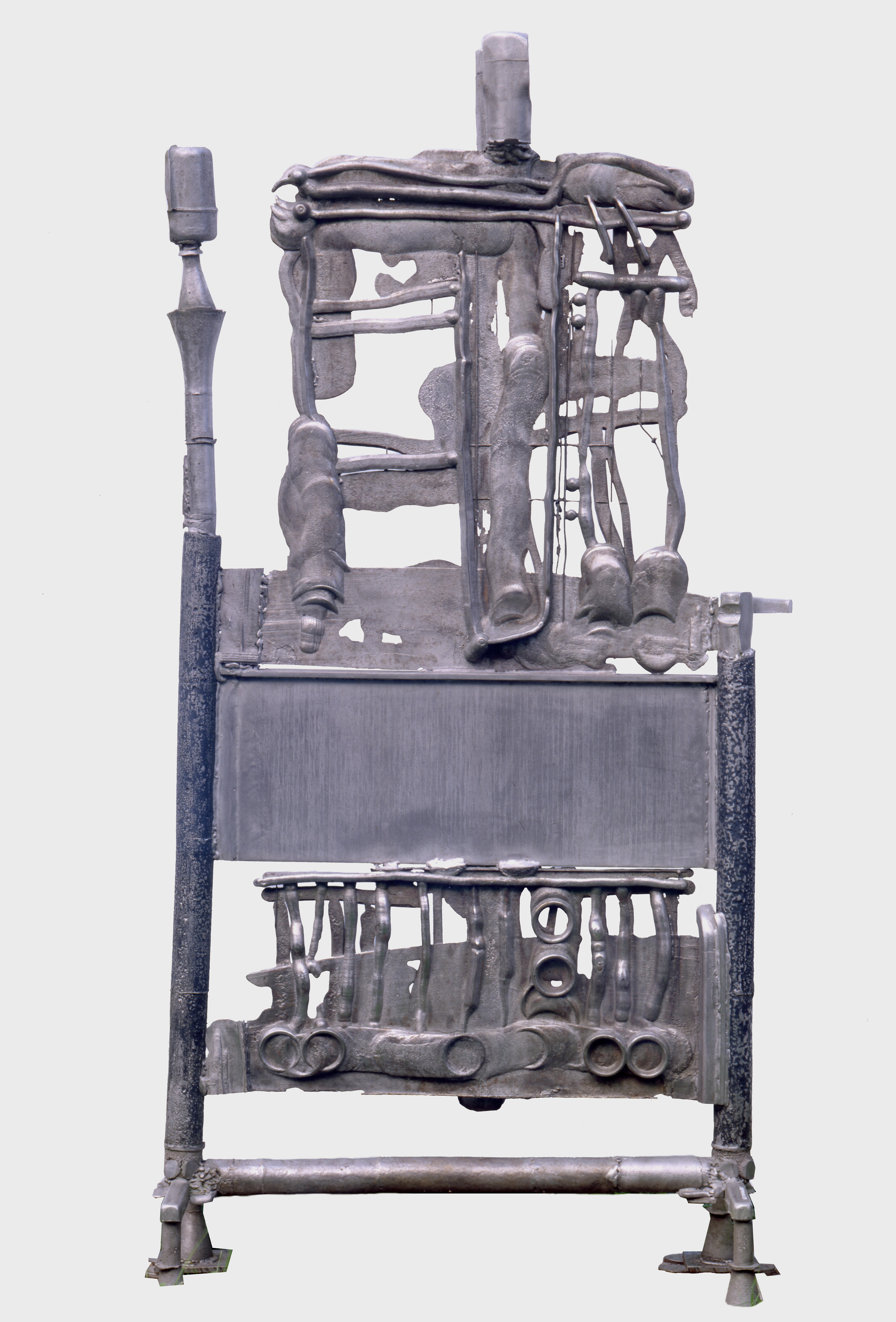
Tafel der Abweichung, Chrom-Nickelstahl, 278 × 130 × 121 cm, 1979
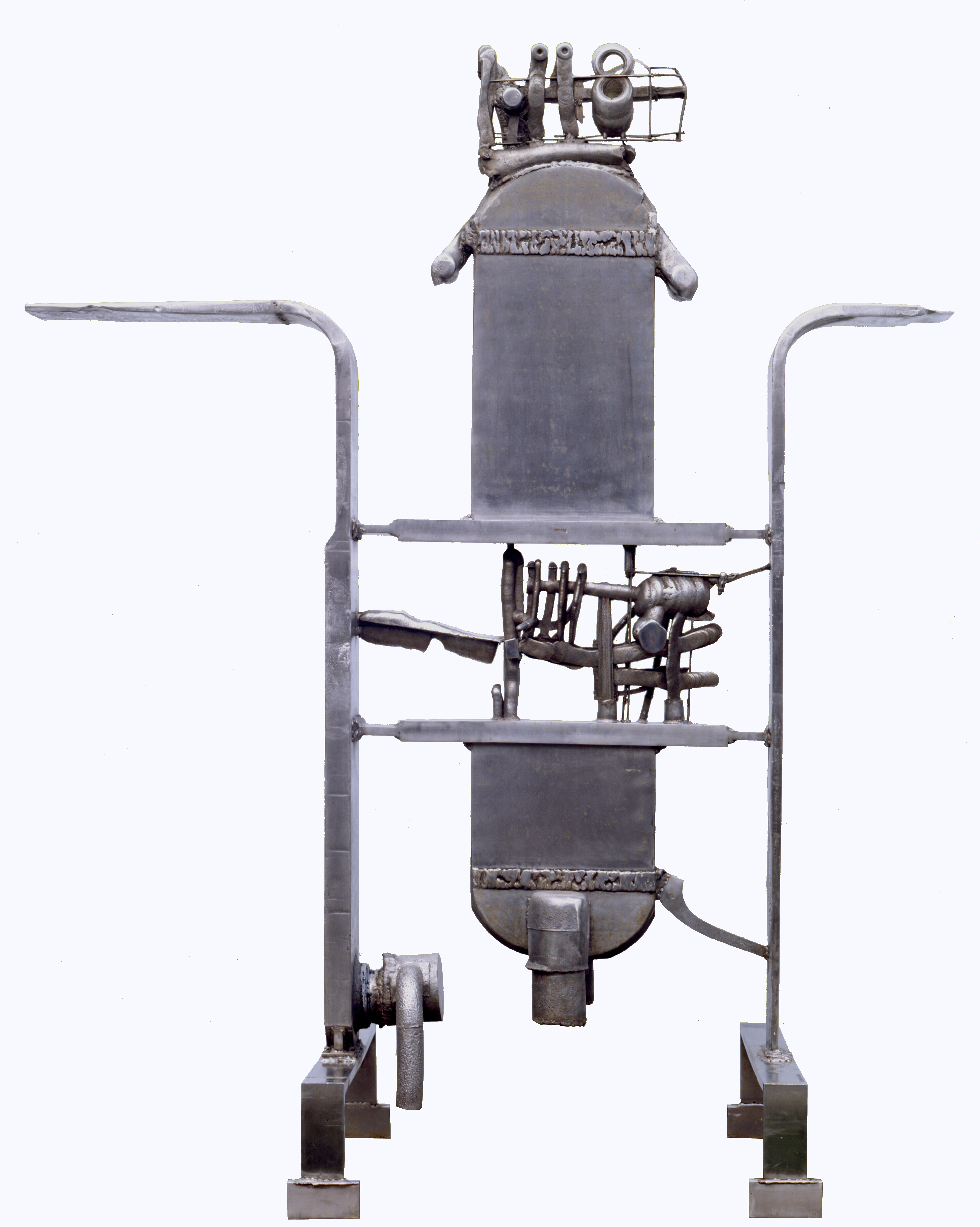
Zwischen den Flügeln, Chrom-Nickelstahl, 260 × 210 × 206 cm, 1982
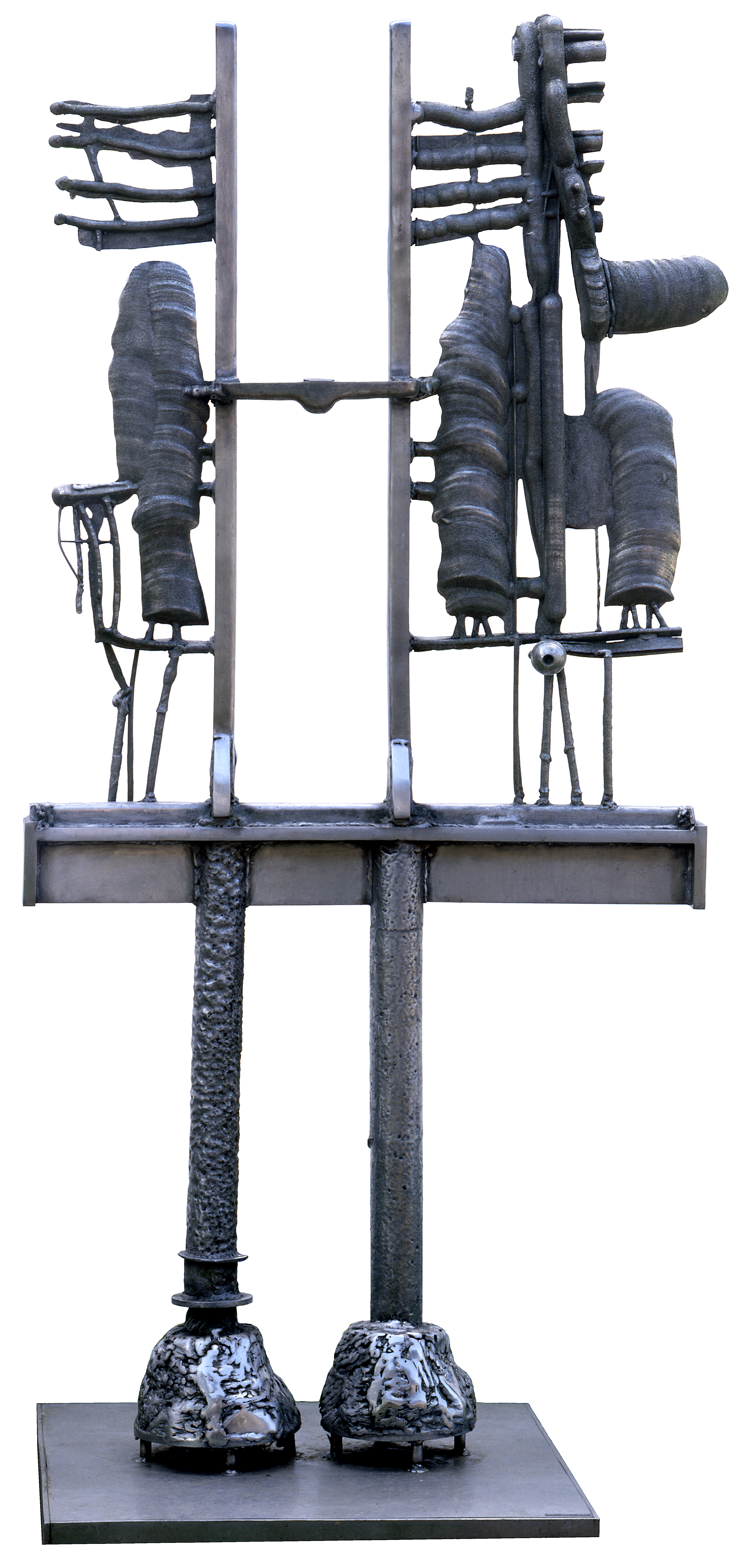
Der Tanz, Chrom-Nickelstahl, 234 × 106 × 82 cm, 1980
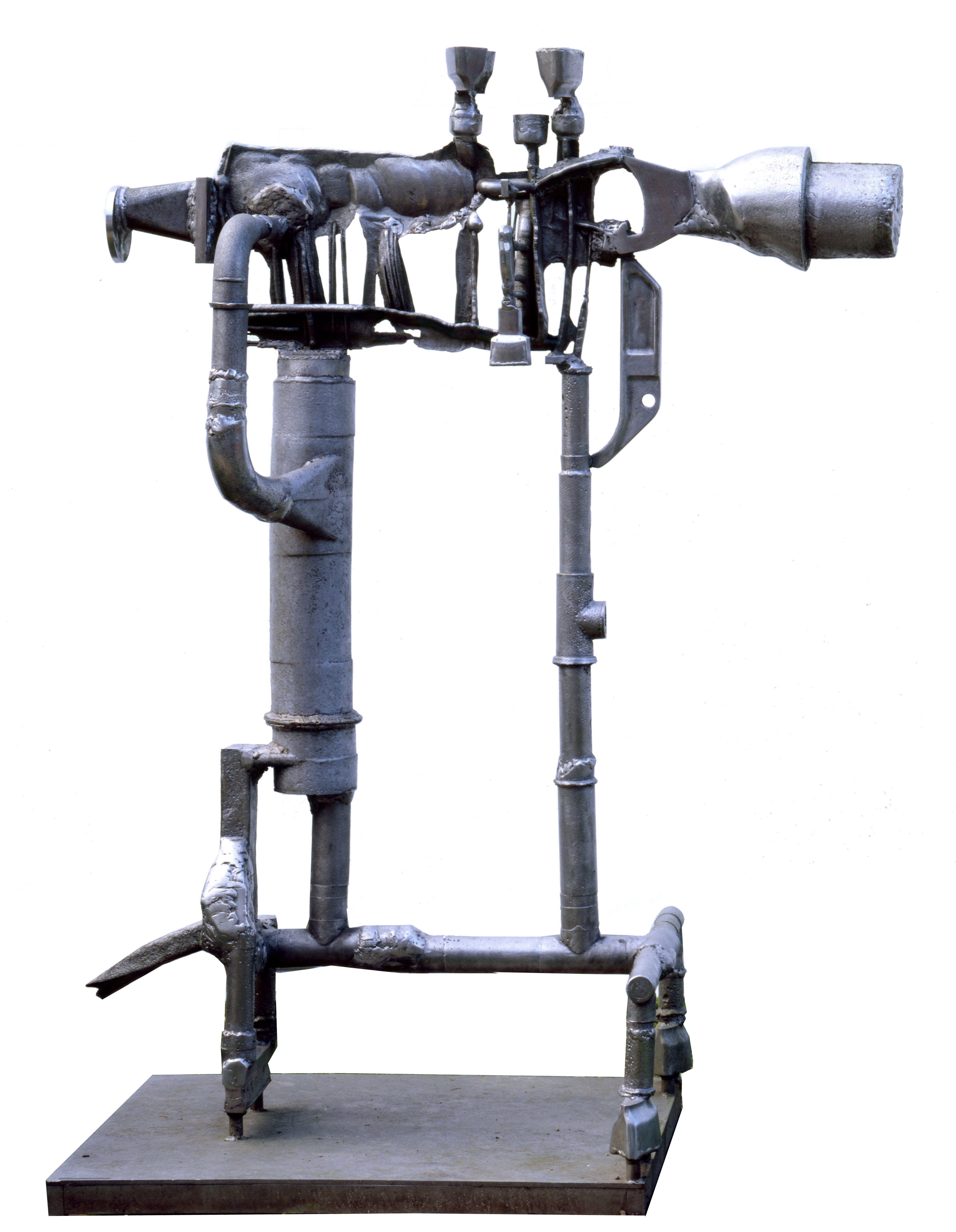
Grosses Tier, Chrom-Nickelstahl, 210 × 143 cm, 1991

## Ausstellungen (Auswahl)
- Cercle Volney Paris 1955

## Schüler
- Karl-Heinz Boyke
- Gerda Stelzer